# Fred-Jeg, Căpitanul
Fred-Jeg, Căpitanul (în maghiară Piszkos Fred, a kapitány) este un roman de aventuri scris de Jenő Rejtő, sub pseudonimul P. Howard, în anul 1940.
Romanul prezintă peripețiile lui Jimmy Gurălată, steward pe Honolulu-Star, navă ce mergea din New-York, via Gibraltar, Canalul de Suez, spre San Francisco, cu opriri în India și în numeroase insule din Pacific. Jimmy Gurălată ajunge din întâmplare conducătorul unui stat tropical, Almira, și se hotărăște să scrie un jurnal.

## Traduceri în română
- Fred-Jeg, Căpitanul , Editura Porus, 1991, traducere de Victoria și Constantin Olariu, ISBN 973-9127-30-4